# Orodes II
Orodes II, död 37 f.Kr., var kung av Partherriket mellan 57 och 37 f.Kr. Han tillhörde arsakidernas dynasti.